# Font del Cristall (Rivert)
La Font del Cristall és una font del poble de Rivert, pertanyent al municipi de Conca de Dalt, al Pallars Jussà. Antigament pertanyia al terme de Toralla i Serradell.
Està situada a 1.020 metres d'altitud, al nord de la partida dels Gargallars, a ponent de Rivert, a la dreta del barranc del Balç.